# Ischiopsopha bennigseni
Ischiopsopha bennigseni är en skalbaggsart som beskrevs av Moser 1906. Ischiopsopha bennigseni ingår i släktet Ischiopsopha och familjen Cetoniidae. Inga underarter finns listade i Catalogue of Life.